# Dipsas variegata
Espèce
Synonymes
- Leptognathus variegatus Duméril, Bibron & Duméril, 1854
- Leptognathus robusta Müller, 1924

Dipsas variegata  est une espèce de serpents de la famille des Dipsadidae.

## Répartition
Cette espèce se rencontre au Brésil, en Bolivie, au Pérou, au Venezuela, au Guyana, en Suriname et en Guyane.

## Taxinomie
La sous-espèce  Dipsas variegata trinitatus a été élevée au rang d'espèce par Harvey en 2008. Dipsas neivai a été relevé de sa synonymie avec Dipsas variegata par Porto et Fernandes en 1996.
Le taxon Dipsas variegata Reinhardt, 1843 nec Duméril, Bibron & Duméril, 1854 est un synonyme de Telescopus variegatus (Reinhardt, 1843).

## Publication originale
- Duméril, Bibron & Duméril, 1854 : Erpétologie générale ou histoire naturelle complète des reptiles. Tome septième. Première partie, p. 1-780 (texte intégral).